# Forlovelse
Forlovelse betegner et gensidigt løfte om at indgå ægteskab. Dette løfte er i dag temmelig let opløseligt, og der er ikke juridiske forpligtelser forbundet med det. Historisk har det dog forholdt sig anderledes.

## Historisk
Forlovelse eller trolovelse udgjorde i Norden og de nordtyske områder i hedensk tid og i hele middelalderen en del af selve den ægteskabstiftende handling. Når bejleren efter at have "gjort tiltale" om sin udkårne og fået "ja-ord" sluttelig ægtede hende, foregik det således: I de talrige gæsters nærværelse som vidner anholdt bejleren endnu en gang om bruden. Dennes fader og hun selv gav deres samtykke, hvorpå fæstegaverne udveksledes til bekræftelse af løfterne. Derpå lagde faderen brudens højre hånd i bejlerens fremrakte højre, "gav dem tilsammen" og fæstede dette "giftermål" yderligere ved at lægge sin hånd oven på deres. Umiddelbart herefter besteg parret i gæsternes nærværelse brudesengen.
Den ægteskabstiftende handling bestod således af tre led, der fulgte umiddelbart efter hverandre: trolovelsen, giftermålet og sengebestigningen.
Dette synes i umindelige tider at have været fælles retsskik hos alle de gotogermaniske stammer. At de senere én for én kristnedes, ændrede ikke straks synderligt heri. Hovedforudsætningen var stadig, at ægteskabets indgåelse var en rent verdslig handling. Efterhånden som den romersk-katolske kirkes magt steg, måtte den imidlertid søge at få hånd med så vigtigt et forhold, og tidligt blandede den sig heri ved at afgøre, hvilken grad af slægtskab der skulle udelukke giftermål.
Tvisten mellem gammel retssædvane og kirken angående ægteskabet antog i Norden som andetsteds dog snart nyt præg ved en af kirken fremkaldt ny retssædvane. Fra den tid, hvor døtre fik arveret, måtte der opstå trang til i tide at sikre sig en rig lille arving til brud. Gammeldags fæsteskik passede imidlertid jo kun der, hvor parret straks efter trolovelse og giftermål kunne bestige brudeseng med det samme. Denne skik var meningsløs, hvor den kvindelige part var et lille barn. Og gik der mange år mellem indgåelsen og den virkelige fuldbyrdelse af ægteskabet, krævedes der ligesom ny skik til stadfæstelse af den første, kun pro forma sluttede, pagt.
Her trådte romerkirken til og tilbød en ny og kirkelig indvielse af forholdet. Kernen i denne fest kunne jo kun være en gentagelse af, hvad der allerede var foregået ved den verdslige "bortfæstning", men foretaget i kirke og ledsaget af en mængde former for "vielse" af parret, brudesengen osv. fik denne nye kirkelige fest, bryllup, snart en stor tiltrækningskraft. Ikke blot de, der havde "fæstet" en rig arving som barn, anvendte da bryllup, når de senere ægtede hende, men også en mængde velstående, der kunne ønske at fejre en fest med pragt og satte pris på den kirkelige velsignelse. Herved opstod der imidlertid en betænkelig sondring i formerne for indgåelse af lovligt ægteskab. Folkets flertal nøjedes endnu med den ene handling, den verdslige bortfæstning, der også i middelalderen ud af de nordiske love anerkendtes for tilstrækkelig. Folkets rige og fornemme mindretal holdt derimod, i pagt med gejstligheden, på, at ret ægteskab kun stiftedes gennem to handlinger, først bortfæstning, derpå bryllup.
Som forholdene således i middelalderen havde udviklet sig i Norden, havde de også på nogenlunde samme vis udviklet sig i det øvrige romersk-katolske Europa. Overalt stod striden om, hvorvidt verdslig bortfæstning alene var tilstrækkelig ægteskabstiftende, samt om forholdet mellem sponsalia de futuro (umyndiges giftermål) og sponsalia de præsenti (myndiges giftermål). Forvirringen var alle vegne blevet så stor, at et afgørende magtsprog fra oven var nødvendigt. Dette blev givet omtrent ved midten af 1500-tallet, og som det kunne ventes efter forholdenes udvikling var det til gunst for kirken. Da Norden imidlertid samtidig gennem reformationen havde udskilt sig fra pavedømmet, blev svaret i syd og nord af forskellig art.
Den afgørelse, som romerkirken traf på konciliet i Trient i 1563, var praktisk og klar.
Af de to handlinger, bortfæstning og bryllup, erklæredes den første for den ægteskabstiftende, men vel at mærke kun, når den blev foretaget i nærværelse af en præst, og begge parter var myndige. Man måtte da gerne fremtidig verdsligt bortfæste et barn; man måtte også gerne fejre kirkeligt bryllup, om man tillige ønskede dette. Det egentlige og afgørende lå imidlertid i hovedhandlingen, uden hvilken de andre var værdiløse: Bortfæstning i myndig alder i nærværelse af en præst.
I Danmark og Norge gik man ved ægteskabsordinansen af 1582 dog den modsatte vej og erklærede den anden af de to handlinger, brylluppet, for den ægteskabstiftende. Grunden hertil var, at de egentlig beslutningstagere ved denne lejlighed var rigsrådet og de nye biskopper, der
nu fastslog adelig skik som den eneste gyldige. Bestemmelsen var uheldig i dobbelt henseende. Dels indførte man herved en ordning, der faldt folkets flertal fremmed og unaturlig, og dels afbrød man og bekæmpede den udvikling, som regering og gejstlighed i de forløbne år siden reformationens indførelse selv havde fremkaldt og fremmet. I denne mellemtid havde man nemlig ved spredte påbud i de enkelte stifter søgt at fastslå som skik, at ret ægteskab kun blev indgået, hvor bortfæstning blev foretaget i en kirke af en præst. Stik imod denne opfattelse, hvortil befolkningen havde mange
forudsætninger til let at kunne vænne sig, fastslog man nu, at ægteskab stiftedes ved to kirkelige handlinger: 1) Trolovelse, der ganske svarede til den tidligere bortfæstning, blot lagde præsten nu ikke sin hånd paa parrets, når de havde lovet hinanden at ville være ægtefolk, og 2) brylluppet, hvor præsten viede og bekræftede den indgåede pagt.
Det var næsten umuligt, at denne ordning ikke ville blive misforstået. Trods trusler, bøder og straf lykkedes det aldrig øvrigheden at overbevise menigmand om, at et par, der var trolovet, endog af en præst i en kirke, ikke var ægtefolk og havde lov til at leve som sådanne. Den årtusindgamle forvisning om, at offentlig trolovelse var det samme som bortfæstning, viste sig stærkere end et nyt kongebud. Den forvirring, hvorpå ægteskabsordinansen af 1582 skulle råde bod, blev således kun yderligere forøget ved denne.
Heller ikke adelen, hvis ægteskabsskikke ordinansen havde fastslået som de rette, følte sig i længden tilfreds hermed. Tidligere havde det været anset for fornemt at møde i kirke både til bortfæstning og bryllup, men efter 1582, da denne ordning var blevet lovbefalet for alle, tabte den i glans, og adelen søgte nu at gøre sit fortrin gældende ved at unddrage sig kirkepligten. I Christian 5.s Danske Lov fritoges adelen og rangspersoner for at skulle have præst med som vidne ved trolovelse, men hermed var trolovelse ved Præst stemplet som noget af lavere art. Flere og flere søgte at unddrage sig den, og 1799 afskaffedes endelig trolovelse helt som offentlig handling. Siden da blev den afløst af den private forlovelse, men idet man også på denne halvt ubevidst overførte fortidens begreber om bortfæstning og trolovelse, bevarede den et skær af soliditet og et godkendt krav på anerkendelse, der stod i et misforhold til løftets rent private karakter og lette
opløselighed.
Helt frem til 1969 kunne en opløst forlovelse også få juridiske konsekvenser. Efter ægteskabsloven af 1922 (lov nr. 276 af 30. juni 1922) kunne den "forsmåede" part kræve erstatning:
§ 1. Hæves en Forlovelse under saadanne Forhold, at Skylden for Ophævelsen maa antages væsentlig at paahvile den ene Part, er denne pligtig at yde sin Forlovede Erstatning for Tab, der er lidt ved de Forholdsregler, som med Føje er truffet med det forestaaende Ægteskab for Øje.
Hvis en forlovet kvinde var blevet gravid med sin forlovede i forventning om at blive gift, skulle manden dels betale børnepenge til barnet, men også en form for erstatning til kvinden.

## Forlovelsesring
Blandt de ydre kendetegn på forlovelse er det at bære fingerring det almindeligste, men det har svinget noget, hvor almindelig brugen af sådanne forlovelsesringe har været. Bruger et par forlovelsesringe i dag taler man ofte om en ringforlovelse.
Skikken er af relativ ny oprindelse i Norden, idet den først ved middelalderens slutning trængte ind fra Middelhavslandene. Dernede havde den hersket længe før kristendommens dage både hos romerne og andre folkeslag. Godkendt af romerkirken havde den taget ny vækst. Det var nu ikke længere blot fæstemanden, der med en ring trolovede sin fæstemø; paven fæstede med samme tegn biskopperne til deres embede; dogen i Venedig fæstede dermed på byens vegne havet som brud.
Gejstligheden i Norden søgte at fremme brugen af forlovelsesring. Det var jo en skik, der var særlig for bortfæstning i kirke. Præsten skulle derfor gøre så meget ud deraf som muligt, indvie ringen, løfte den mod himmelen med bøn om velsignelse, bestænke den med vievand og sluttelig påsætte den i Faderens, Sønnens og den Helligånds navn. Den nordiske befolkning ydede dog modstand og af dobbelt grund. Dels var man lidet tilbøjelig til at lade trolovelsesring afløse fæstegaver, der jo netop ved deres værdi skulle udtrykke fæstemandens sindelag, og dette udtryktes ofte kun fattigt ved en ring, dels var ring ikke i Norden et vedtaget troskabstegn i forholdet mellem mand og kvinde. Troskab i kærlighed betegnedes fra ældgammel tid hos gotogermanerne enten ved en i fællesskab knyttet knude (engelsk: true-love knot) eller ved, at en rund mønt, helst af guld, blev sønderbrudt, og hver af parterne beholdt sin halvdel deraf.
Kun langsomt kæmpede da skikken sig frem. I katolicismens sidste dage synes den at være blevet nogenlunde almindelig blandt de fornemmere dele af befolkningen. Christiern Pedersen skriver, endnu som katolik, om trolovelsesringen:
"Han skal være af Guld, være trind, at han haver ingen Ende, og sættes paa den fjerde Finger, thi vise Mestere og Læger skrive, at der ganger en Aare fra Hjertet og til den fjerde Finger."
Reformatorerne havde ikke noget at indvende mod skikken. Biskop Peder Palladius gav sine præster følgende oplysende vink angående kirkelig bortfæstning:
"Her skal man agte, om det er Herrefolk, som bruge Trolovelsesring; da skal Præsten tage Ringen af Brudgommen og sætte hannem paa Brudens Finger, før han beder dennem give hverandre deres Hænder."
I Danmark og Norge var det præsten, der satte ringen på brudens finger. I Sverige var det derimod brudgommen, der, efter at præsten havde velsignet ringen, selv satte den på bruden med følgende ord: "Jeg N. N. tager dig N. N. nu til min Ægtehustru, til at elske dig i Nød og Lyst, og til et sikkert Tegn giver jeg dig denne Ring." Bruden svarede: "Jeg N. N. lager dig N. N. nu til min
Ægiebonde, til at elske dig i Nød og Lyst, og til et sikkert Tegn tager jeg af dig denne Ring." Efter disse ord satte brudgommen ringen først på hendes pegefinger, så på langfingeren og endelig på hendes ringfinger, idet han sagde: "I Navnet Faderens, Sønnens og den hellige Aands." 1693 befaledes det dog, at det skulle være præsten og ikke brudgommen, der nævnte treenighedens navn.
Efter reformationens indførelse blev brugen af trolovelsesring stedse mere og mere almindelig i Norden. I 1600-tallet var det allerede et gængs mundheld i Danmark: "Når fingeren er ringet, er pigen tinget". Her var imidlertid stadig endnu kun tale om én ring, vieringen, som den ofte kaldtes, vel sagtens fordi præsten havde viet den. Efter enevældens indførelse i Danmark og Norge og kort efter tillige i Sverige trængte imidlertid en hel ny skik sig frem: Brugen af to ringe. Den stammer fra Orienten, og dens vej kan nogenlunde følges gennem Europa, indtil den sluttelig nåede Norden. Som sædvanlig optoges denne ny skik, da den var godkendt af kongehuset, hurtig af adel- og borgerstand. Hos Nordens bondestand kunne man imidlertid endnu op i 1900-tallet spredt finde alle udviklingens led: ingen ring, én ring eller to ringe.
I Norden som i syden har der hersket tvivl om, på hvilken hånd trolovelsesringen rettelig burde anbringes. Ifølge den ældgamle anskuelse, der havde fik yderligere vægt ved at antages af kirkefædrene, skulle den sættes på venstre hånd, til hvis ringfinger der jo mentes "at gaa en Aare lige fra Hjertet". Dette kom imidlertid i strid med, at ringen som troskabstegn selvfølgelig burde anbringes på den hånd, med hvilken troskabsløftet blev afgivet, altså den højre. Af og til har romerkirken grebet ind i denne strid til gunst for den venstre hånd uden dog at kunne medføre enighed. Det 4. kirkemøde i Milano i 1576 påbød således at anbringe ringen på venstre hånd, men i kirkeritualet for Bordeaux af 1596 måtte man dog give efter for befolkningens opfattelse og betegne den højre hånd som ringens rette plads.
I Danmark synes med reformationens indførelse den højre hånd at have erhvervet sig forretten. At noget lignende har været tilfældet i Sverige, kan sluttes af, at det her 1614 måtte offentlig påbydes at bære ringen på venstre hånd. Der hersker dog stadig en vis uenighed om emnet.